# Тетерино (Холм-Жирковский район)
Тетерино— деревня в Смоленской области России, в Холм-Жирковском районе. Население —6 жителей (2007 год). Расположена в северной части области в 9 км к западу от Холм-Жирковского, у автодороги Холм-Жирковский – Игоревская. В 5 км к юго-западу от деревни станция Игоревская на железнодорожной ветке Дурово – Владимирский Тупик.
Входит в состав Лехминского сельского поселения.

## История
Известно, что в 1859 году в деревне существовал фанерный завод, где трудилось около 40 рабочих .